# Dwight Howard
Dwight David Howard II (* 8. Dezember 1985 in Atlanta, Georgia) ist ein US-amerikanischer Basketballspieler, der von 2004 bis 2022 in der National Basketball Association (NBA) spielte. Aktuell steht er im 3×3-Basketball beim L. A. Riot in der Big3-Liga unter Vertrag. 
Howard ist 2,08 Meter groß und spielt auf der Position des Centers. Seine Physis sowie seine Spielweise regten Vergleiche zu Darryl Dawkins und Shaquille O’Neal an. Howard war in seiner Karriere bisher unter anderem 8-mal NBA-All-Star und 3-mal Defensive Player of the Year. 2025 wurde er in die Naismith Memorial Basketball Hall of Fame aufgenommen.

## Kindheit und Jugend
Howard wurde als drittes von vier Kindern des Ehepaares Dwight Howard Sr. und Sheryl Howard in eine Familie mit stark ausgeprägten athletischen Fähigkeiten hineingeboren. Er bekam nach seiner Geburt den Spitznamen „The Miracle Child“, da seine Mutter vorher sieben Fehlgeburten erlitten hatte. Sein Vater war hauptberuflich Polizist, wirkte aber auch als Sportlehrer an der Southwest Atlanta Christian Academy, der späteren Schule von Dwight Howard. Sheryl Howard war Kapitän im weiblichen Basketballteam des Morris Brown College. So wurde er in jungen Jahren von seinen Eltern zum Basketball angespornt und trainiert. Schon in der achten Klasse hatte sich Howard zum Ziel gesetzt, einmal die Landesmeisterschaft zu gewinnen und die erste Wahl in einer NBA Draft zu werden.
Auf der Highschool konnte Howard aufgrund einer für seine Körpergröße – 2,08 Meter in der neunten Klasse – außergewöhnlichen Schnelligkeit und Beweglichkeit durchschnittlich 16,6 Punkte, 13,4 Rebounds und 6,3 Blocks in 129 Spielen erzielen, meistens auf der Position des Power Forwards, manchmal aber auch auf der Position eines Guards, die normalerweise kleineren Spielern vorbehalten ist.
In seinem Senior-Jahr an der Highschool konnte Howard als das herausragende Talent mit seinem Team die Staatsmeisterschaft von Georgia gewinnen und so großes Aufsehen bei den Talentscouts erregen. Dabei erzielte er durchschnittlich überragende 25 Punkte, 18 Rebounds, 8 Blocks und 3,5 Assists pro Spiel und erhielt für diese Leistungen zahlreiche Preise, darunter angesehene Auszeichnungen wie den Naismith Prep Player of the Year Award, den Gatorade Player of the Year Award und den McDonald's National High School Player of the Year Award, alle im Jahr 2004. Er wurde zudem zusammen mit J. R. Smith zum Co-MVP beim McDonald's All-American Game 2004 gewählt, einem Spiel zwischen den besten nationalen Highschool-Basketballspielern, ähnlich dem NBA All-Star Game für NBA-Spieler. Auch wurde er 2004 zum „Mr. Basketball“ im Bundesstaat Georgia gewählt.
Wenig überraschend war demnach seine Entscheidung, die College-Ausbildung zu überspringen und direkt in die US-Profiliga NBA zu wechseln, wie es vorher schon Howards Lieblingsspieler Kevin Garnett im Jahre 1995 getan hatte, der Howard durch seinen Spielstil maßgeblich beeinflusst und nach dessen Vorbild Howard seine Spielweise gestaltet hat.

## NBA

### NBA-Draft 2004
Im Anschluss an seine Erfolge an der Highschool meldete sich Howard mit 18 Jahren als jüngster Teilnehmer und als einer der besten nationalen Nachwuchsspieler zur NBA-Draft 2004 an. Viele Kritiker waren der Meinung, dass es dem jungen Howard noch an Reife und Durchsetzungsvermögen für einen NBA-Einstieg fehlte. Er hätte jedoch ein außergewöhnliches Talent, das es auszubauen galt. Um die erste Wahl des Drafts entstand ein Zweikampf zwischen Howard und dem drei Jahre älteren Emeka Okafor von der University of Connecticut, der unter vielen Fachleuten der Favorit für den ersten Pick war. Die erste Wahl durften die Orlando Magic tätigen, die dafür ihren Superstar Tracy McGrady an die Houston Rockets abgegeben hatten.

### Orlando Magic (2004–2012)

#### Rookie-Saison
Die Orlando Magic machten die Überraschung perfekt und wählten Howard als ihren künftigen Starspieler. Dwight Howard wählte als seine Trikotnummer die 12, die umgekehrte Zahl der 21, der Trikotnummer Kevin Garnetts bei den Minnesota Timberwolves. Howard wechselte zu einem geschwächten und unmotiviertem Team, das in der vorigen Saison nur 21 Siege verbuchen konnte, seinen NBA-All Star und Kapitän Tracy McGrady und Drew Gooden und Juwan Howard abgegeben hatte.
Howard war sich bewusst, dass er die Rolle von McGrady übernehmen und das Team wieder aufbauen musste. Den Erwartungen konnte Howard, der, als erster Spieler der NBA-Geschichte direkt aus der Highschool kommend, in allen 82 Spielen seiner Rookie-Saison startete, mit durchschnittlichen 12 Punkten und 10 Rebounds pro Spiel gerecht werden. Er stellte dabei zahlreiche neue Rekorde auf; so wurde er der jüngste Spieler der NBA-Geschichte, der ein Double-Double als Saisondurchschnitt erreichte und auch der jüngste Spieler, der in einem Spiel mindestens 20 Rebounds erzielte. Für seine Leistungen wurde er 2005 zur NBA Got Milk? Rookie Challenge eingeladen und ins NBA All-Rookie First Team einberufen. Er wurde an dritter Stelle für den Rookie of the Year Award gewählt. Vor ihm landeten Ben Gordon und Emeka Okafor, der die Auszeichnung gewann.

#### Aufstieg zum Superstar
In der NBA-Saison 2006/07 stieg Howard endgültig in die Riege der NBA-Superstars auf, nachdem er die Orlando Magic mit 17,6 Punkten und 12,3 Rebounds pro Spiel nach vier Jahren wieder in die Play-offs führte. Außerdem nahm er erstmals am NBA All-Star Game teil, bei dem er mit 20 Punkten und 12 Rebounds überzeugen konnte. Zudem wurde er nach der Saison in das All-NBA Third Team gewählt. Beim NBA All-Star Weekend 2008 gewann er den Slam Dunk Contest und erhielt seine zweite Nominierung für das All-Star Game.

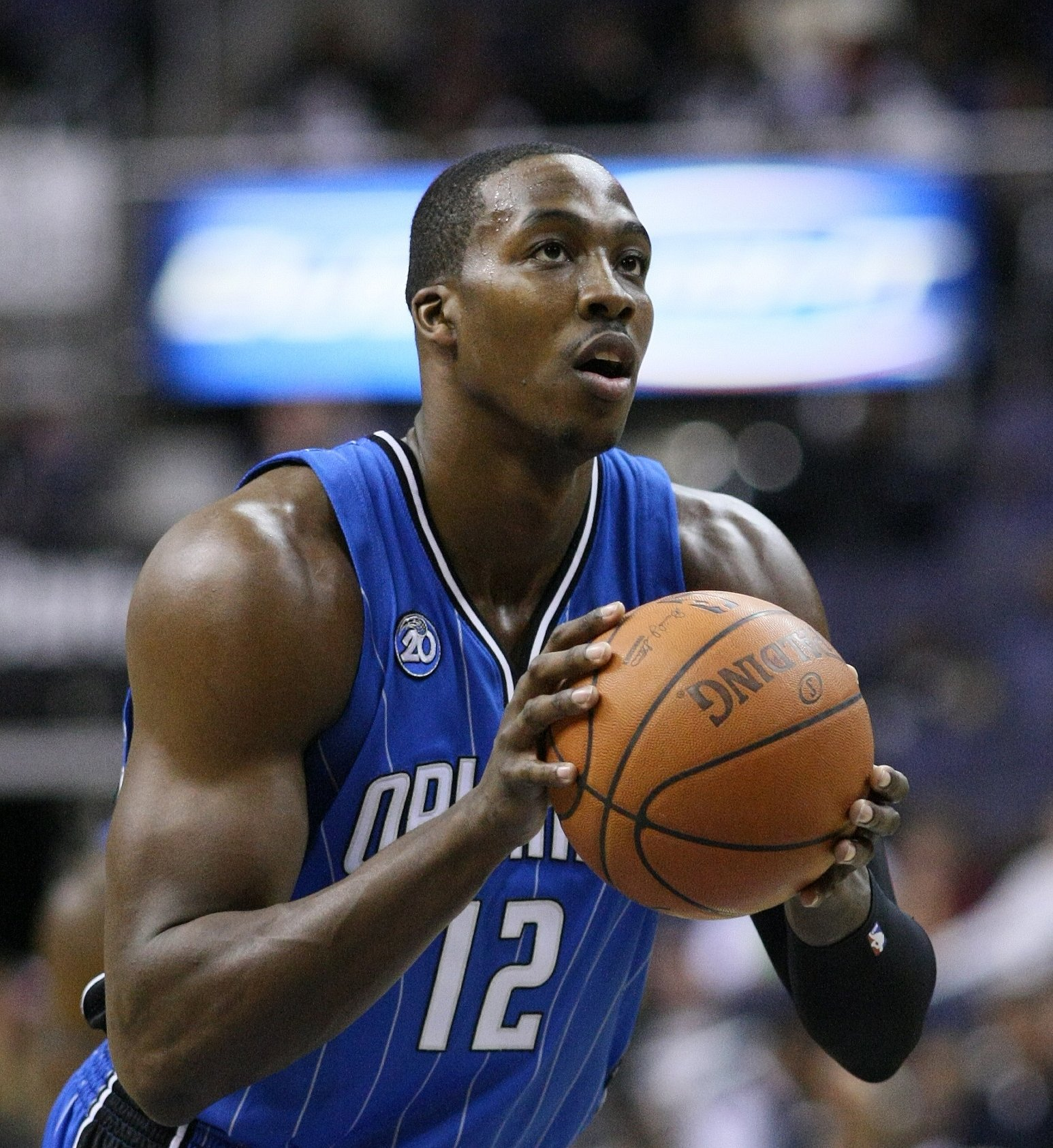
Howard beim Freiwurf (2008)

In der ersten Runde der Play-offs der Saison 2007/08 gegen die Toronto Raptors erzielte Howard in drei Spielen über 20 Punkte und 20 Rebounds. Damit war er der erste Spieler seit Wilt Chamberlain 1972, dem dies in den Play-offs gelang. Außerdem erreichte er mit den Magic die zweite Runde und wurde erstmals ins All-NBA First Team und damit als bester Spieler seiner Position in der Liga während der Regular Season gewählt. Am 30. März 2009 gelang Howard ein neuer Rekord, als er die 5000-Rebound-Marke knackte. Mit 23 Jahren und 112 Tagen ist er der jüngste Spieler in der NBA-Geschichte, dem dies gelungen ist. Damit verdrängt er Basketball-Legende Wilt Chamberlain von Platz eins, dem dieses im Alter von 25 Jahren und 128 Tagen gelungen war.
In derselben Saison wurde Howard mit einem Durchschnitt von 13,8 Rebounds und 2,9 Blocks pro Spiel (er führte in beiden Kategorien die NBA an) zum besten Verteidiger gewählt. Er ist der jüngste Spieler in der Geschichte der Liga, dem diese Ehre zuteilwurde.
In der Saison 2008/09 erzielte Dwight Howard das erste Triple-Double seiner Karriere mit 30 Punkten, 19 Rebounds und 10 Blocks. Außerdem konnte er den Slam Dunk Contest mit seinem legendären „Superman Dunk“ gewinnen. Am 21. April 2009 wurde er der jüngste NBA Defensive Player of the Year in der Geschichte der NBA und führte seine Mannschaft in die NBA Finals 2009, die die Orlando Magic zum zweiten Mal in ihrer Franchise-Geschichte erreichen konnten. In der ersten Runde der Play-offs hatten die Magic die Philadelphia 76ers, in der zweiten Runde die Boston Celtics und in den Eastern Conference Finals die Cleveland Cavaliers besiegen können. In den NBA Finals  unterlag Howards Team jedoch den Los Angeles Lakers mit 1:4.

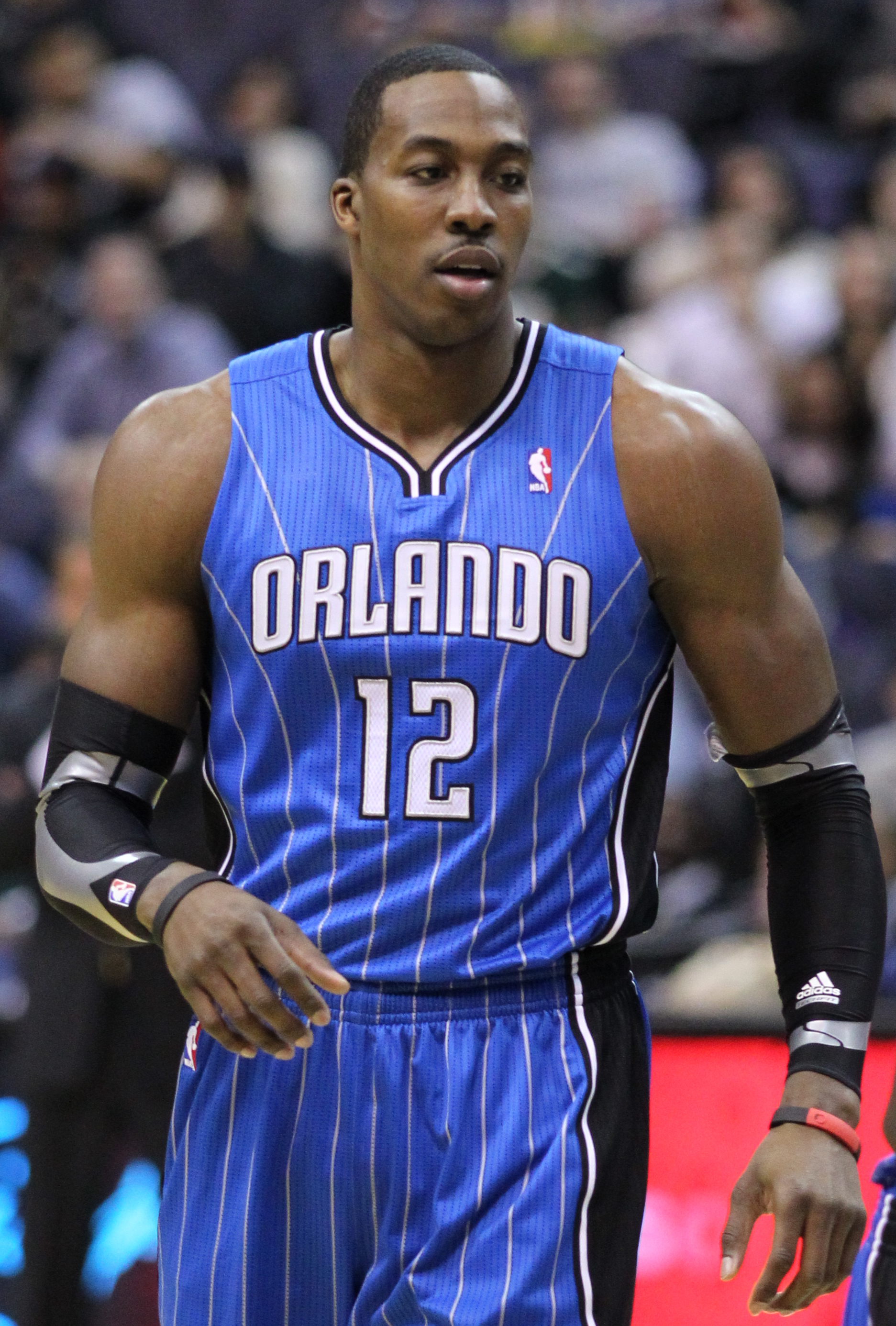
Howard im Spiel gegen die Washington Wizards im Februar 2011

In der Saison 2009/10 gab es entscheidende Veränderungen im Kader der Orlando Magic: Hedo Turkoglu wurde zu den Toronto Raptors transferiert und Vince Carter wechselte von den New Jersey Nets nach Florida. Das Team konnte die Saison mit 59 Siegen in 82 Spielen beenden und Dwight Howard wurde zum zweiten Mal in Folge der NBA Defensive Player of the Year Award verliehen. In den ersten beiden Runden der NBA-Play-offs setzten sich die Magic in je vier Spielen gegen die Charlotte Bobcats und die Atlanta Hawks durch, mussten sich jedoch in den Eastern Conference Finals den Boston Celtics in sechs Spielen geschlagen geben.
Im ersten Spiel der Play-offs 2011 gegen die Atlanta Hawks erzielte Howard 46 Punkte, was eine Einstellung der Bestleistung in den Play-offs für einen Spieler der Magic darstellte, und 19 Rebounds, dennoch verlor seine Mannschaft. Nach der Saison verlangte er einen Trade. Sein Agent erhielt von den Magic die Erlaubnis mit den Los Angeles Lakers, den Dallas Mavericks und den New Jersey Nets zu verhandeln. Am 15. März unterschrieb Howard einen Vertragszusatz, durch welchen er auf seine Spieleroption verzichtete und damit für ein weiteres Jahr bei Orlando unter Vertrag stand. Am 19. April wurde bekanntgegeben, dass Howard sich einer Operation an der Wirbelsäule unterziehen musste, wodurch er die restliche Saison ausfiel. In den Play-offs schieden die Magic wie im Vorjahr in der ersten Runde aus.
Am 24. Januar 2012 erzielte Howard im Spiel gegen die Indiana Pacers 14 Punkte, wodurch er in seiner gesamten NBA-Karriere 10.657 Punkte für die Orlando Magic erzielt hat. Damit ist er seit diesem Tag Franchise-Führer nach Punkten. Nach dem Ablauf der Saison 2011/12 flammten die Wechselgerüchte um Howard wieder auf. Unabhängig von einem möglichen Tausch ließ Howard über seinen Agenten verlauten, dass er nach dem Ablauf der Saison 2012/13 seine Möglichkeiten auf dem freien Markt erforschen und vorher keinen neuen Vertrag unterschreiben werde.

### Los Angeles Lakers (2012–2013)
Am 10. August 2012 wurde Howards Wechsel zu den Los Angeles Lakers bekanntgegeben. Nach seinem Wechsel konnte Howard zunächst aufgrund einer Rückenverletzung nicht in den Trainingsbetrieb einsteigen. Zu Saisonbeginn war er wieder fit und nahm seinen neuen Platz in der Starting Five der Los Angeles Lakers ein. Am 4. Januar 2013 verletzte er sich im Spiel gegen die Los Angeles Clippers an der Schulter, versuchte im kommenden Spiel trotz Verletzung zu spielen und fiel danach für drei Spiele aufgrund eines gerissenen Limbus aus. Nach 41 Spielen standen die Lakers bei bescheidenen 17 Siegen und 24 Niederlagen. Am Ende der NBA-Saison 2012/13 standen 45 Siege und 37 Niederlagen zu Buche. In den Play-offs unterlagen die Lakers den San Antonio Spurs nach vier Spielen in der ersten Runde.

### Houston Rockets (2013–2016)

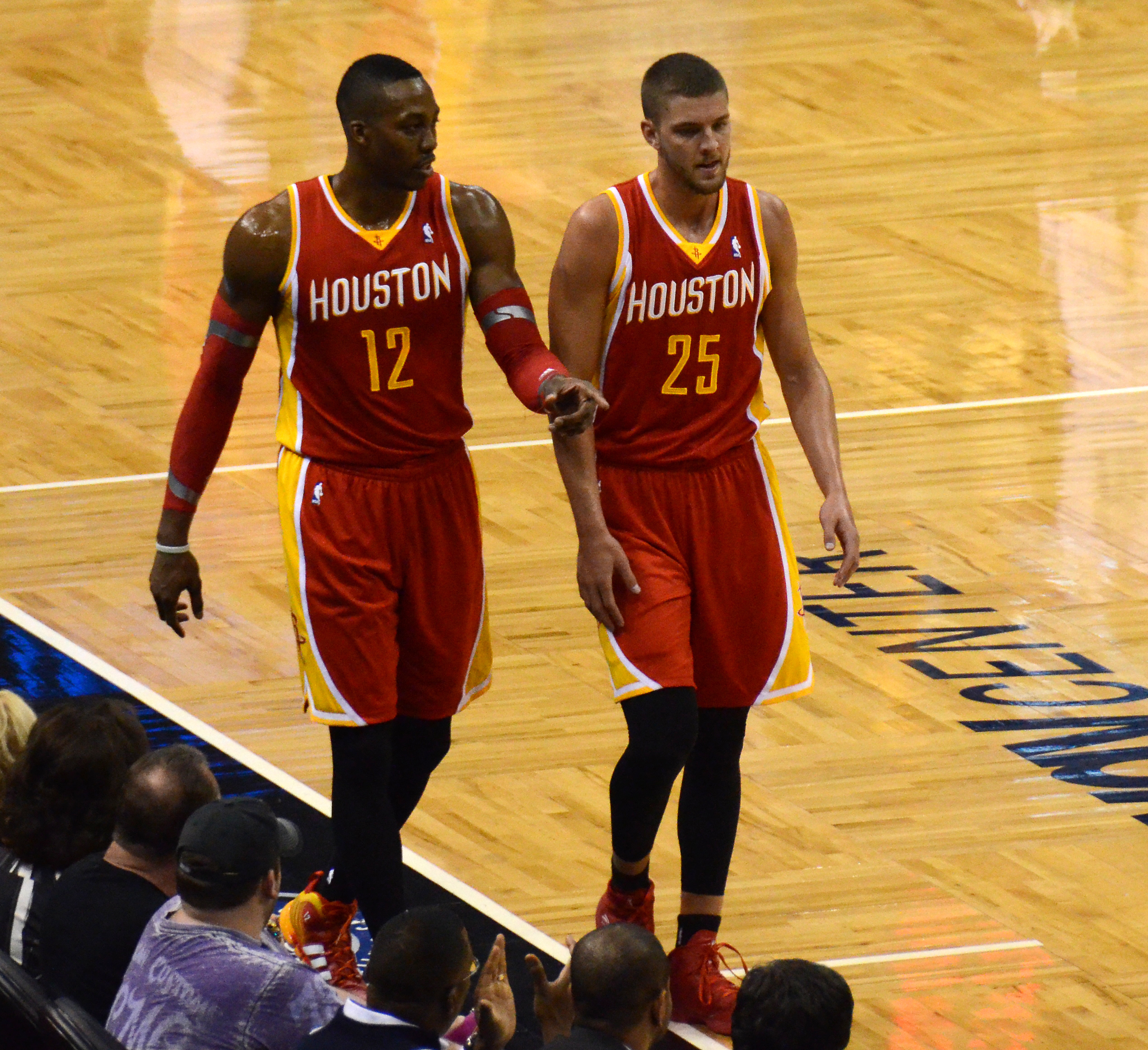
Howard im Trikot der Rockets, neben Chandler Parsons (2014)

Nach der Saison 2012/13 wurde Howard Free Agent und von den Los Angeles Lakers, Houston Rockets, Dallas Mavericks, Atlanta Hawks und den Golden State Warriors umworben. Nach Treffen mit den Verantwortlichen dieser fünf Teams entschied er sich für die Rockets. Howard wurde zum achten Mal zum NBA-All-Star Game eingeladen. Mit Houston erreichte er die Play-offs, schied jedoch in der ersten Runde gegen die Portland Trail Blazers aus. Aufgrund einer Knieverletzung setzte er die halbe Saison aus und absolvierte nur 41 Spiele. In den Play-offs war er wieder einsatzfähig und erreichte mit den Rockets das Western-Conference-Finale, wo man jedoch vom späteren Meister Golden State Warriors besiegt wurde. Die Saison 2015/16 verlief für Howard und die Rockets ähnlich wie die Vorsaison. Die Rockets erreichten mit 41 Saisonsiegen knapp die Play-offs, wo sie in der ersten Runde erneut gegen die Warriors ausschieden. Howard bestritt zwar 71 Saisonspiele, erzielte jedoch mit 13,7 Punkte im Schnitt so wenig Punkte wie seit seiner Rookie-Saison nicht mehr.

### Atlanta Hawks, Charlotte Hornets und Washington Wizards (2016–2019)

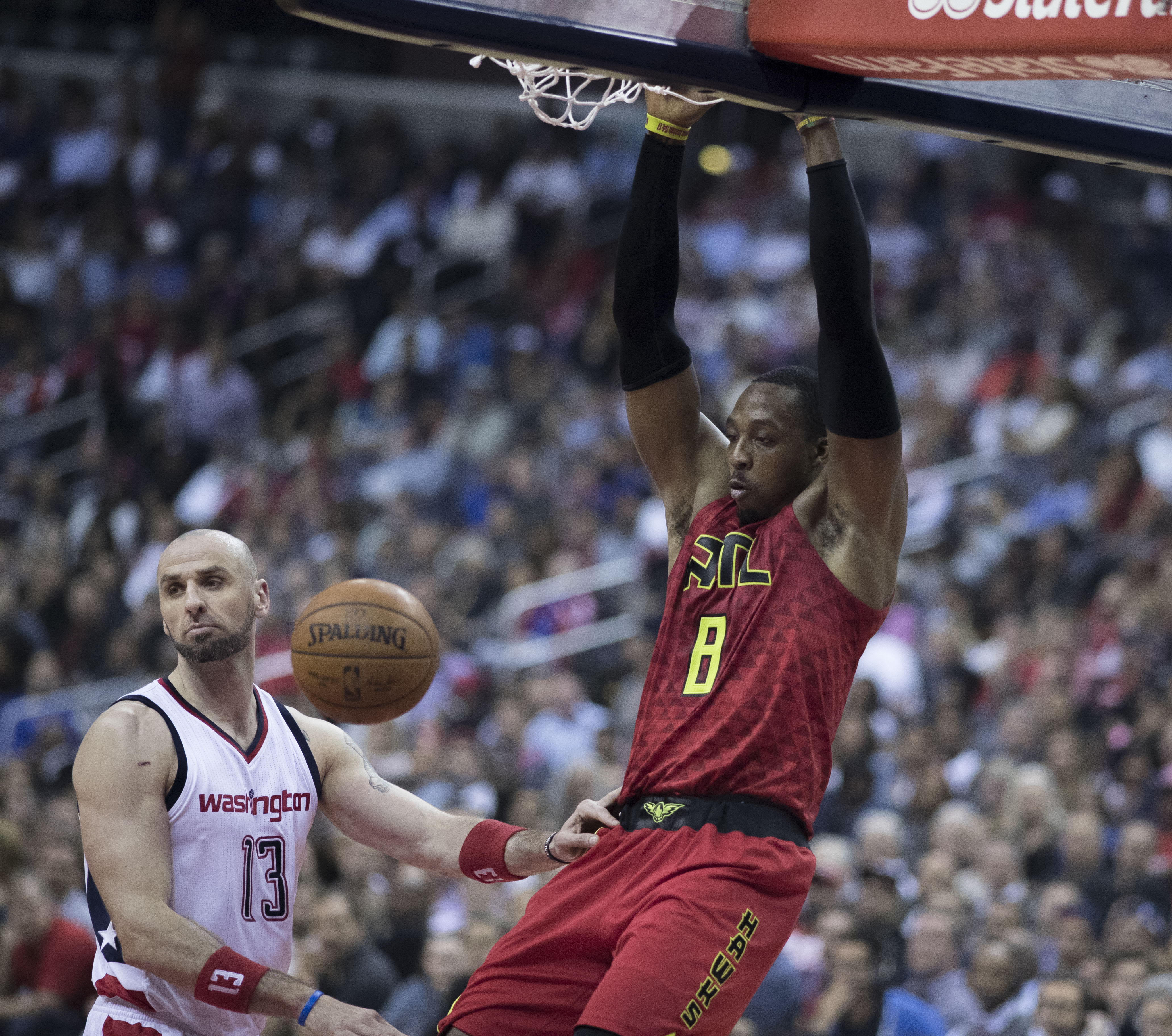
Howard bei den Atlanta Hawks (2017)

Im Juli 2016 unterschrieb Howard einen Vertrag mit den Atlanta Hawks und kehrt damit in seine Heimatstadt zurück. Nach einem Jahr bei den Hawks, mit denen er die Playoffs erreichte, wurde er im Sommer 2017 für Marco Belinelli und Miles Plumlee zu den Charlotte Hornets transferiert. Trotz einer persönlich guten Saison verpassten die Hornets den Einzug in die Playoffs 2018 deutlich. Kurz vor der Draftnight gaben die Hornets bekannt, dass Howard via Trade zu den Brooklyn Nets transferiert wurde. Die Nets einigten sich mit Howard jedoch im direkten Gegenzug auf einen Buyout, was Howard zum Free Agent machte. Nachdem im Juli 2018 die Washington Wizards Howard unter Vertrag genommen hatten, verpasste dieser verletzungsbedingt sowohl das Trainingslager und die Vorbereitungsspiele als auch die ersten sieben Spiele der Saison 2018/19. Anschließend fiel er nach nur neun absolvierten Spielen durch weitere Verletzungen für den Rest der Saison aus. Nachdem er seine Player-Option gezogen hat, um eine weitere Saison bei den Wizards zu spielen, wurde er von diesen zu den Memphis Grizzlies getradet, die ihn aber gewaived haben.

### Los Angeles Lakers (2019–2020)
Im August 2019 erhielt Howard einen Vertrag über $2,6 Mio. bei den Los Angeles Lakers und kehrte zu seinem früheren Team zurück, um hinter dem Center der Startaufstellung, JaVale McGee, auf dieser Position zu spielen. Im Oktober 2020 schlugen die Lakers die Miami Heat in den NBA Finals mit 4-2 und Howard gewann seine erste NBA-Meisterschaft.

### Philadelphia 76ers (2020–2021)
Am 21. November 2020 unterzeichnete Howard bei den Philadelphia 76ers einen Vertrag mit einjähriger Laufzeit.

### Los Angeles Lakers (2021–2022)
Nach nur einem Jahr an der Ostküste kehrte Howard zur NBA-Saison 2021/22 wieder nach Los Angeles zurück und unterschrieb zum dritten Mal einen Vertrag bei den Lakers. Nach der Saison wurde er Free Agent und entschied sich im November 2022, von der NBA in die Super Basketball League (Taiwan) zu wechseln.

## Nationalmannschaft
Howard gehörte von 2006 bis 2008 der Basketballnationalmannschaft der Vereinigten Staaten an. Er nahm an der Weltmeisterschaft 2006 in Japan teil, bei der die USA den Bronzerang belegten. 2007 gewann er mit dem Team die Amerikanischen Meisterschaft. In diesem Turnier erzielte er bei einer Wurfquote von 80 Prozent durchschnittlich 10 Punkte und 6 Rebounds pro Spiel. 2008 siegte er mit der Nationalmannschaft bei den Olympischen Sommerspielen in Peking.

## Erfolge und Auszeichnungen
- NBA Champion: 2020
- NBA All-Star (8): 2007–2014
- All-NBA Team (7)
  - All-NBA 1st Team: 2008–2012
  - All-NBA 3rd Team: 2007, 2013
- NBA Defensive Player of the Year (3): 2009–2011
- NBA All-Defensive Team (5)
  - NBA All-Defensive 1st Team: 2009–2012
  - NBA All-Defensive 2nd Team: 2008
- NBA All-Rookie First Team: 2005
- NBA Slam Dunk Champion: 2008
- Bester Rebounder der Liga (5): 2008–2010, 2012, 2013
- Bester Shotblocker der Liga (2): 2009, 2010
- Olympische Goldmedaille: 2008

## Sonstiges

### Privatleben
Dwight Howard hat mit der früheren Orlando-Magic-Cheerleaderin Royce Reed einen unehelichen Sohn namens Braylon Joshua Robert Howard. Dies löste für kurze Zeit einen Streit mit seinen strenggläubigen christlichen Eltern aus. Daneben ist er Vater weiterer vier Kinder mit unterschiedlichen Frauen.
Howard setzt sich mit seiner Stiftung, der Dwight D. Howard Foundation Inc., gegen Kindesmisshandlung ein und fördert Studenten aus sozial schwächeren Familien mit Stipendien.
Im September 2021 nahm Howard als Octopus an der sechsten Staffel der US-amerikanischen Version von The Masked Singer teil, schied in der ersten Folge aus und erreichte den 16. Platz.

### Werbung
Dwight Howard war in den 2000er Jahren zu einem der beliebtesten Basketballspieler der NBA aufgestiegen. Er dominierte das All-Star-Game-Voting 2009 mit 3.150.181 Stimmen und ist damit der erste Spieler der NBA-Geschichte, der die 3-Millionen-Marke knackte. Dieser Marketing-Wert ist vielen Unternehmen etliche Millionen wert. Unter anderem macht Howard für 50 Cents Vitaminwater und für T-Mobile US Werbung. Howard steht bei Adidas unter Vertrag und war im sogenannten Adidas-Brotherhood-Team vertreten, einer Auswahl der „besten“ NBA-Spieler, die von Adidas bestimmt wurde und der auch Spieler wie Tracy McGrady, Kevin Garnett oder Tim Duncan angehörten. Zusammen mit Adidas brachte Howard im Oktober 2008 einen neuen Basketballschuh auf den Markt, den „TS Commander“ Dwight Howard.
Dwight Howard ist auf dem Cover der Basketball-Simulation NBA Live 2010 zu sehen.

## NBA-Statistiken

### Reguläre Saison
| Saison  | Team         | GP   | GS   | MPG  | FG % | 3P % | FT % | RPG  | APG | SPG | BPG | PPG  |
| ------- | ------------ | ---- | ---- | ---- | ---- | ---- | ---- | ---- | --- | --- | --- | ---- |
| 2004–05 | Orlando      | 82   | 82   | 32.6 | .520 | .000 | .671 | 10.0 | 0.9 | 0.9 | 1.7 | 12.0 |
| 2005–06 | Orlando      | 82   | 81   | 36.8 | .531 | .000 | .595 | 12.5 | 1.5 | 0.8 | 1.4 | 15.8 |
| 2006–07 | Orlando      | 82   | 82   | 36.9 | .603 | .500 | .586 | 12.3 | 1.9 | 0.9 | 1.9 | 17.6 |
| 2007–08 | Orlando      | 82   | 82   | 37.7 | .599 | .000 | .590 | 14.2 | 1.3 | 0.9 | 2.1 | 20.7 |
| 2008–09 | Orlando      | 79   | 79   | 35.7 | .572 | .000 | .594 | 13.8 | 1.4 | 1.0 | 2.9 | 20.6 |
| 2009–10 | Orlando      | 82   | 82   | 34.7 | .612 | .000 | .592 | 13.2 | 1.8 | 0.9 | 2.8 | 18.3 |
| 2010–11 | Orlando      | 78   | 78   | 37.5 | .593 | .000 | .596 | 14.1 | 1.4 | 1.4 | 2.4 | 22.9 |
| 2011–12 | Orlando      | 54   | 54   | 38.3 | .573 | .000 | .491 | 14.5 | 1.9 | 1.5 | 2.1 | 20.6 |
| 2012–13 | L.A. Lakers  | 76   | 76   | 35.8 | .578 | .167 | .492 | 12.4 | 1.4 | 1.1 | 2.4 | 17.1 |
| 2013–14 | Houston      | 71   | 71   | 33.7 | .591 | .286 | .547 | 12.2 | 1.8 | 0.8 | 1.8 | 18.3 |
| 2014–15 | Houston      | 41   | 41   | 29.8 | .593 | .500 | .528 | 10.5 | 1.2 | 0.7 | 1.3 | 15.8 |
| 2015–16 | Houston      | 71   | 71   | 32.1 | .620 | .000 | .489 | 11.8 | 1.4 | 1.0 | 1.6 | 13.7 |
| 2016–17 | Atlanta      | 74   | 74   | 29.7 | .633 | .000 | .533 | 12.7 | 1.4 | 0.9 | 1.2 | 13.5 |
| 2017–18 | Charlotte    | 81   | 81   | 30.4 | .555 | .143 | .574 | 12.5 | 1.3 | 0.6 | 1.6 | 16.6 |
| 2018–19 | Washington   | 9    | 9    | 25.6 | .623 | .000 | .604 | 9.2  | 0.4 | 0.8 | 0.4 | 12.8 |
| 2019–20 | L.A. Lakers  | 69   | 2    | 18.9 | .729 | .600 | .514 | 7.3  | 0.7 | 0.4 | 1.1 | 7.5  |
| 2020–21 | Philadelphia | 69   | 6    | 17.3 | .587 | .250 | .576 | 8.4  | 0.9 | 0.4 | 0.9 | 7.0  |
| 2021–22 | L.A. Lakers  | 60   | 27   | 16.2 | .612 | .533 | .658 | 5.9  | 0.6 | 0.6 | 0.8 | 6.2  |
| Gesamt  | Gesamt       | 1242 | 1078 | 31.8 | .587 | .214 | .567 | 11.8 | 1.3 | 0.9 | 1.8 | 15.7 |

### Play-offs
| Saison  | Team         | GP  | GS  | MPG  | FG % | 3P % | FT % | RPG  | APG | SPG | BPG | PPG  |
| ------- | ------------ | --- | --- | ---- | ---- | ---- | ---- | ---- | --- | --- | --- | ---- |
| 2006–07 | Orlando      | 4   | 4   | 41.8 | .548 | .000 | .455 | 14.8 | 1.8 | 0.5 | 1.0 | 15.3 |
| 2007–08 | Orlando      | 10  | 10  | 42.1 | .581 | .000 | .542 | 15.8 | 0.9 | 0.8 | 3.4 | 18.9 |
| 2008–09 | Orlando      | 23  | 23  | 39.3 | .601 | .000 | .636 | 15.3 | 1.9 | 0.9 | 2.6 | 20.3 |
| 2009–10 | Orlando      | 14  | 14  | 35.5 | .614 | .000 | .519 | 11.1 | 1.4 | 0.8 | 3.5 | 18.1 |
| 2010–11 | Orlando      | 6   | 6   | 43.0 | .630 | .000 | .682 | 15.5 | 0.5 | 0.7 | 1.8 | 27.0 |
| 2012–13 | L.A. Lakers  | 4   | 4   | 31.5 | .619 | .000 | .444 | 10.8 | 1.0 | 0.5 | 2.0 | 17.0 |
| 2013–14 | Houston      | 6   | 6   | 38.5 | .547 | .000 | .625 | 13.7 | 1.8 | 0.7 | 2.8 | 26.0 |
| 2014–15 | Houston      | 17  | 17  | 33.8 | .577 | .000 | .412 | 14.0 | 1.2 | 1.4 | 2.3 | 16.4 |
| 2015–16 | Houston      | 5   | 5   | 36.0 | .542 | .000 | .368 | 14.0 | 1.6 | 0.8 | 1.4 | 13.2 |
| 2016–17 | Atlanta      | 6   | 6   | 26.1 | .500 | .000 | .632 | 10.7 | 1.3 | 1.0 | 0.8 | 8.0  |
| 2019–20 | L.A. Lakers  | 18  | 7   | 15.7 | .684 | .500 | .556 | 4.6  | 0.5 | 0.4 | 0.4 | 5.8  |
| 2020–21 | Philadelphia | 12  | 0   | 12.4 | .533 | .000 | .600 | 6.3  | 0.7 | 0.2 | 0.5 | 4.7  |
| Gesamt  | Gesamt       | 125 | 102 | 31.6 | .589 | .143 | .548 | 11.8 | 1.2 | 0.8 | 2.0 | 15.3 |